# 자은두봉초등학교
자은두봉초등학교는 대한민국 전라남도 신안군 자은면 두봉길 584(대율리 559)에 있었던 초등학교이다.

## 연혁
- 1956년 9월 1일 자은두봉국민학교 개교
- 1967년 4월 1일 도서벽지학교 '을'급 지정
- 1986년 1월 1일 도서벽지학교 '나'급 조정
- 1996년 3월 1일 자은두봉초등학교 개칭
- 2000년 9월 1일 폐교 및 자은초등학교 통폐합